# Système Rajabhat
Le système Rajabhat représente l'équivalent thaïlandais de l'institut universitaire de formation des maîtres français, élevé au prestige d'une université. Les établissements Rajabhat sont implantés dans quasiment toutes les provinces et sont plus faciles d'accès qu'une université publique.

## Sources
1. ↑  « L'éducation en Thaïlande et en Isan », sur alainbernardenthailande.com (consulté le 4 mars 2013).